# Tausend-Auflagen-Preis
Der Tausend-Auflagen-Preis (TAP) ist eine Kennzahl aus der Mediaplanung. Sie gibt den Geldbetrag an, wie viel eine Anzeige (meist Printwerbung) für 1000 Exemplare eines Werbeträgers kostet. Dadurch werden zum Beispiel die Kosten für Anzeigen in Tageszeitungen mit unterschiedlicher Auflagenstärke vergleichbar. Je nach Verlag wird der TAP wie folgt berechnet:
1. Methode: Kosten der Anzeige × 1000 / verkaufte Auflage
2. Methode: Kosten der Anzeige  × 1000 / verbreitete Auflage